# Котовка (Курская область)
Котовка — село в Касторенском районе Курской области России. Административный центр Котовского сельсовета.

## География
Село находится в восточной части Курской области, в лесостепной зоне, в пределах юго-западной части Среднерусской возвышенности, на левом берегу реки Касторы (приток Олыма), к востоку от железнодорожной линии Воронеж — Касторная, на расстоянии примерно 5 километров (по прямой) к юго-юго-востоку (SSE) от посёлка городского типа Касторное, административного центра района. Абсолютная высота — 178 метров над уровнем моря.
Климат
Климат характеризуется как умеренный, со среднегодовой температурой воздуха +5,1 °C и среднегодовым количеством осадков 547 мм.
Часовой пояс
Село Котовка, как и вся Курская область, находится в часовой зоне МСК (московское время). Смещение применяемого времени относительно UTC составляет +3:00.

## Население
| 1859 | 1897  | 2002 | 2010 |
| ---- | ----- | ---- | ---- |
| 778  | ↗1160 | ↘541 | ↘418 |

Гендерный состав
По данным Всероссийской переписи населения 2010 года в гендерной структуре населения мужчины составляли 42,3 %, женщины — соответственно 57,7 %.
Национальный состав
Согласно результатам переписи 2002 года, в национальной структуре населения русские составляли 99 % из 541 чел.

## Улицы
Уличная сеть села состоит из двух улиц и одного переулка.